# Болванська
Болва́нська (рос. Болванская) — присілок у складі Котельницького району Кіровської області, Росія. Входить до складу Юр'євського сільського поселення.
Населення становить 4 особи (2010, 6 у 2002).
Національний склад станом на 2002 рік — росіяни 100 %.